# Endiandra wrayi
Endiandra wrayi är en lagerväxtart som beskrevs av James Sykes Gamble. Endiandra wrayi ingår i släktet Endiandra och familjen lagerväxter. Inga underarter finns listade i Catalogue of Life.